# Li Weifeng
Li Weifeng (kin. 李玮峰 Lǐ Wěifēng) (Changchun, 1. prosinca 1978.) je kineski umirovljeni nogometaš. Za kinesku nogometnu reprezentaciju odigrao je najviše utakmica u povijesti (preko 100).
U seniorskoj karijeri je uglavnom igrao za kineske klubove, dok je kratko igrao u Engleskoj i Južnoj Koreji.

## Vanjske poveznice
- Profil  Arhivirana inačica izvorne stranice od 11. srpnja 2015. (Wayback Machine) na fifa.com
- Profil na national-football-teams.com